# Seznam představitelů Opavy
Toto je seznam nejvyšších představitelů města Opavy.
Primátor je označení pro nejvyššího představitele města Opavy od roku 1990 (předtím jím byl předseda městského národního výboru či starosta). Je volen na 4 roky nadpoloviční většinou členů zastupitelstva a mezi jeho povinnosti a pravomoci patří zastupovat město navenek a podepisovat městské vyhlášky a ustanovení.

## Purkmistři (1744–1945)
| Jméno                       | Obrázek                   | Období      | Poznámky                                                       |
| --------------------------- | ------------------------- | ----------- | -------------------------------------------------------------- |
| Johann Paul Emmerle         |                           | 1744 – 1751 |                                                                |
| Johann Leopold Ellinger     |                           | 1751        |                                                                |
| Gabriel Rockert             |                           | 1752        |                                                                |
| Thomas Zipps                |                           | 1752 – 1755 |                                                                |
| Johann Leopold Ellinger     |                           | 1755        | Druhé období.                                                  |
| Karl Josef Fuchs            |                           | 1755        |                                                                |
| Thomas Zipps                |                           | 1756 – 1760 | Druhé období.                                                  |
| Georg Josef Kolbe           |                           | 1760 – 1769 |                                                                |
| Josef Hyacint Alscher       |                           | 1769 – 1778 |                                                                |
| Georg Josef Oehler          |                           | 1779 – 1785 |                                                                |
| Karl Wilhelm Emmerle        |                           | 1786 – 1791 |                                                                |
| Georg Josef Oehler          |                           | 1791 – 1797 | Druhé období.                                                  |
| Johann Josef Schössler      |                           | 1797 – 1834 |                                                                |
| Leopold Lenz                |                           | 1834 – 1836 | Substitut.                                                     |
| Josef Alois Rossy           |                           | 1837 – 1856 |                                                                |
| Franz von Hein              |                           | 1856 – 1862 |                                                                |
| Karl Wilhelm von Dietrich   | Karl Wilhelm von Dietrich | 1863 – 1869 | DLP                                                            |
| Anton Heinz                 |                           | 1869 – 1873 | DLP                                                            |
| Martin Woytech von Willfest |                           | 1873 – 1882 |                                                                |
| Moritz Rossy                |                           | 1882 – 1886 | Zemřel při výkonu úřadu dne 13. července 1886.                 |
| Emil Rodler                 |                           | 1886 – 1887 |                                                                |
| Franz Hauer                 |                           | 1888 – 1892 |                                                                |
| Emil Rochowanski            |                           | 1892 – 1908 | DLP, poté DVP                                                  |
| Walther Kudlich             |                           | 1908 – 1918 | DVP                                                            |
| Alfréd Veselý               |                           | 1918 – 1920 | Předseda správní komise.                                       |
| Ernst Franz                 |                           | 1920 – 1933 | DNP.                                                           |
| Ernst Just                  |                           | 1934 – 1938 | DCV a později SdP.                                             |
| Reinhart Kudlich            |                           | 1938 – 1943 | SdP a později NSDAP. V červnu 1941 odvelen na východní frontu. |
| Gerhard Stellwag von Carion |                           | 1941 – 1943 | NSDAP. Zastupující.                                            |
| Gerhard Stellwag von Carion |                           | 1943 – 1945 | NSDAP.                                                         |

## Předsedové Revolučního národního výboru (1945)
| Jméno       | Obrázek | Období                           | Poznámky |
| ----------- | ------- | -------------------------------- | -------- |
| Artur Hrbáč |         | 24. dubna 1945 – 18. června 1945 |          |

## Předsedové Místního národního výboru (1945 – 1946)
| Jméno            | Obrázek | Období                            | Poznámky |
| ---------------- | ------- | --------------------------------- | -------- |
| Vladislav Krejčí |         | 18. června 1945 – 30. června 1946 | KSČ.     |
| Vladimír Mařádek |         | 30. června 1946 – 23. září 1946   | ČSNS.    |

## Předsedové Ústředního národního výboru (1946 – 1949)
| Jméno            | Obrázek | Období                         | Poznámky |
| ---------------- | ------- | ------------------------------ | -------- |
| Vladimír Mařádek |         | 23. září 1946 – 25. února 1948 | ČSNS.    |
| Josef Přikryl    |         | 1948 – 1949                    | KSČ.     |

## Předsedové Jednotného národního výboru (1949 – 1954)
| Jméno         | Obrázek | Období      | Poznámky |
| ------------- | ------- | ----------- | -------- |
| Josef Přikryl |         | 1949 – 1950 | KSČ      |
| Rudolf Illík  |         | 1950 – 1954 | KSČ      |

## Předsedové Místního národního výboru (1954 – 1960)
| Jméno             | Obrázek | Období      | Poznámky |
| ----------------- | ------- | ----------- | -------- |
| Josef Kravar      |         | 1954 – 1957 | KSČ      |
| Miroslav Gottwald |         | 1957 – 1960 | KSČ      |

## Předsedové Městského národního výboru (1960 – 1990)
| Jméno            | Obrázek | Období      | Poznámky |
| ---------------- | ------- | ----------- | -------- |
| Miloslav Ochmann |         | 1960 – 1963 | KSČ      |
| Drahomír Neuser  |         | 1963 – 1964 | KSČ      |
| Karel Glogar     |         | 1964 – 1971 | KSČ      |
| Jan Serafin      |         | 1971 – 1981 | KSČ      |
| Jiří Doucha      |         | 1981 – 1986 | KSČ      |
| Petr Ambroz      |         | 1986 – 1989 | KSČ      |
| Štěpán Krpec     |         | 1989 – 1990 | KSČ      |

## Primátoři (1990 – dodnes)
| Jméno           | Obrázek         | Období                                | Poznámky |
| --------------- | --------------- | ------------------------------------- | -------- |
| Jiří Staněk     |                 | 6. prosince 1990 – 2. prosince 1994   | OF/ODS   |
| Jan Mrázek      |                 | 2. prosince 1994 – 12. listopadu 2002 | ODA      |
| Zbyněk Stanjura | Zbyněk Stanjura | 12. listopadu 2002 – 2010             | ODS      |
| Zdeněk Jirásek  |                 | 2010 – 2014                           | ČSSD     |
| Martin Víteček  |                 | 2014 – 14. prosince 2015              | ANO 2011 |
| Radim Křupala   |                 | 2015 – 5. listopadu 2018              | ČSSD     |
| Tomáš Navrátil  |                 | 5. listopadu 2018 –                   | ANO 2011 |